# Gentechnikfreie Zone
Mit dem Begriff Gentechnikfreie Zone ist ein räumlicher Bereich gemeint, der frei von gentechnisch veränderten Organismen (GVO) in der Tier- oder/und Pflanzenzucht ist oder sein soll. Er taucht seit Mitte der 1980er Jahre auf, als die Gentechnik verstärkt ins Bewusstsein der breiten Öffentlichkeit trat und erstmals eine breite politische Diskussion auslöste. Seitdem gentechnisch verändertes Saatgut verwendet wird und damit produzierte Lebensmittel auch in Europa angeboten werden, wird er verstärkt von Gegnern gentechnischer Manipulation verwendet.
Die Wortwahl zeigt nicht nur Skepsis oder Widerstand gegen eine bestimmte Technikform, sondern verdeutlicht zugleich, im eigenen Macht- und Gestaltungsbereich diese Technologie ausschließen zu wollen. Der Begriff „gentechnikfreie Zone“ ist deshalb im Bereich der Landwirtschaft (ökologischer Landbau und Tierzucht) und des Nahrungsmittelhandels anzutreffen. Hier bedeutet er, dass kein gentechnisch verändertes Saatgut oder Futter oder gentechnisch veränderte Lebensmittel verwendet oder angeboten werden. Zur Gründung einer gentechnikfreien Zone unterzeichnen Landwirte gemeinschaftlich Verträge, sogenannte Selbstverpflichtungserklärungen, und verzichten damit auf den Einsatz gentechnisch veränderter Organismen.
Mehr symbolischen Charakter besitzt es, wenn sich ein Verband, beispielsweise eine Kommune, zur „gentechnikfreien Zone“ erklärt, weil hierfür juristisch keine Befugnis besteht. Ausnahme: Gemeinden, Städte und Kirchen können in ihrer Rolle als Verpächter den Einsatz von gentechnisch veränderten Organismen auf ihren eigenen Flächen verbieten, wenn eine entsprechende Klausel bei der Neuverpachtung oder der Verlängerung der Pachtverträge eingefügt wird.
Der Versuch Oberösterreichs, sich im Jahre 2003 durch ein „Gentechnikverbotsgesetz“ zur „gentechnikfreien Zone“ zu erklären, scheiterte am Veto der EU-Kommission. Acht der neun österreichischen Bundesländer haben daraufhin sogenannte Gentechnik-Vorsorgegesetze erlassen, deren Auflagen zum Einsatz von Gentechnik so streng sind, dass darauf weitgehend verzichtet wird.
Aufgrund der unkontrollierbaren Streuung und Vermehrung gentechnisch veränderter Organismen, die vor allem in der Landwirtschaft freigesetzt werden, kann jedoch de facto nie eine Verunreinigung durch gentechnisch verändertes Futter ausgeschlossen werden. Es gibt seit den ersten Freisetzungen gentechnisch veränderter Organismen heute kaum noch gentechnikfreie Zonen mehr auf der Welt. Daher ist der Begriff „gentechnikfreie Zone“ mehr Programm und Kritik, denn eine Garantie oder Zustandsbeschreibung.

## Regionales
- Derzeit gibt es in Deutschland mehr als 180 gentechnikfreie Zonen und über 130 gentechnikfreie Gemeinden und Landkreise.
- Österreich ist seit dem Gentechnik-Volksbegehren April 1997 weitgehend vollständig eine gentechnikfreie Zone